# Les Côtes-de-Corps
Les Côtes-de-Corps település Franciaországban, Isère megyében. Lakosainak száma 73 fő (2022. január 1.). Les Côtes-de-Corps Sainte-Luce, Saint-Michel-en-Beaumont, La Salette-Fallavaux, Corps és Quet-en-Beaumont községekkel határos.

## Népesség
A település népességének változása:
| Lakosok száma | 87   | 84   | 50   | 55   | 66   | 67   | 70   | 73   | 72   | 73   |
|               | 1968 | 1982 | 1990 | 2006 | 2013 | 2015 | 2017 | 2019 | 2020 | 2022 |